# Модесто, Хуан
Хуан Гильото Леон (исп. Juan Guilloto León; 24 сентября 1906, Эль-Пуэрто-де-Санта-Мария, Кадис, Испания — 16 апреля 1969, Прага, Чехословакия), так же известный как Модесто (исп. Modesto) или Хуан Модесто (исп. Juan Modesto) — офицер испанской республиканской армии, участник гражданской войны в Испании на стороне республики.

## Биография
Изначально работал на лесопилке, а потом вступил в Испанскую армию. Во время службы в Марокко стал капралом «Регулярес».
Хуан Гильото был коммунистом и с 1930 года был связан с Коммунистической партией Испанией (PCE), а с 1933 года был руководителем Антифашистские рабоче-крестьянских дружин (MAOC) в Мадриде, которые представляли собой военизированное крыло компартии. Гильото был организатором Союза разных профессий и Красной помощи (исп. Sindicato de Oficios Varios y el Socorro Rojo), которая имела близкие связи с Международной Красной помощью.
В начале гражданской войны в Испании участвовал в осаде казарм Монтанья и сражении при Гвадарраме. Стал командиром Пятого полка в октябре 1936 года. Сражался при Талавера-де-ла-Рейна, в Санта-Олалла и Ильескас (сентябрь 1936). Был одним из участников обороны Мадрида, а так же командующим во Втором сражении при Корунской дороге и во второй битве при Хараме (февраль 1937 года).
После сражений при Бельчите, Брунете (июль) и Теруэле (декабрь 1937 года и январь 1938 года) был повышен до подполковника Народной армии и назначен командующим 5-м армейским корпусом. 26 августа 1938 года произведён в полковники и назначен главой Армии Эбро.
В августе принял командование в Толедо, где возглавил батальон, пытаясь сдержать наступление франкистов на Мадрид. Отличился в боях с частями Африканской армией во время их продвижения вдоль реки Тахо к Мадриду. Во время боёв в районе Талавера—Санта-Олалья проявил себя как подлинный военный руководитель, координируя действия ополченцев и регулярных частей (исп. Guardias de asalto) под его командованием. Так же отличился в ноябре, во время обороны Мадрида, и в январе 1939 года, защищая Барселону.
2 марта 1939 года, когда после падения Каталонии республика была в самой тяжёлой ситуации, премьер-министр республики Негрин повысил Гильото до генерала и назначил главой Центральной армии.
6 марта, после начала переворота 1939 года, Модесто на самолёте вылетел в Советский Союз. В СССР признали его звание и приняли в Красную Армию. 
Во время Второй мировой войны служил в РККА и Болгарской народной армии. После поражения в борьбе с Хосе Диасом за контроль над Коммунистической партией Испании уехал в Прагу.
Модесто написал книгу о своём опыте службы в 5-м полку во время войны под названием Soy del Quinto Regimento (в переводе с исп. — «Я из Пятого полка»), опубликованную в Париже в 1969 году. Умер в Праге в 1969 году.